# گاما سپر
گاما سپر یک ستاره است که در صورت فلکی سپر قرار دارد.